# Hymenaster pentagonalis
Hymenaster pentagonalis är en sjöstjärneart som beskrevs av Fisher 1906. Hymenaster pentagonalis ingår i släktet Hymenaster och familjen knubbsjöstjärnor. Inga underarter finns listade i Catalogue of Life.